# 182 до н. е.

## Події
- Віфінія: цар Прусій II Мисливець зайняв престол.

## Народились
- Птолемей VIII Фіскон

## Померли
- Цар Віфінії Прусій I Кульгавий